# Hans Zimmermann
Hans Zimmermann, född 18 oktober 1906 i Nürnberg, död 1984 i Bayreuth, var en tysk nazistisk politiker. År 1940 suspenderades Julius Streicher från sin post som Gauleiter i Franken och Zimmermann efterträdde då denne. Zimmermann  var även ledamot av tyska riksdagen.

### Webbkällor
- Lilla, Joachim. ”Zimmermann, Hans” (på tyska). Bayerische Landesbibliothek Online. Arkiverad från originalet den 9 februari 2014. https://www.webcitation.org/6NGOvH58d?url=http://verwaltungshandbuch.bayerische-landesbibliothek-online.de/zimmermann-hans. Läst 9 februari 2014.